# Friedrich Fennel

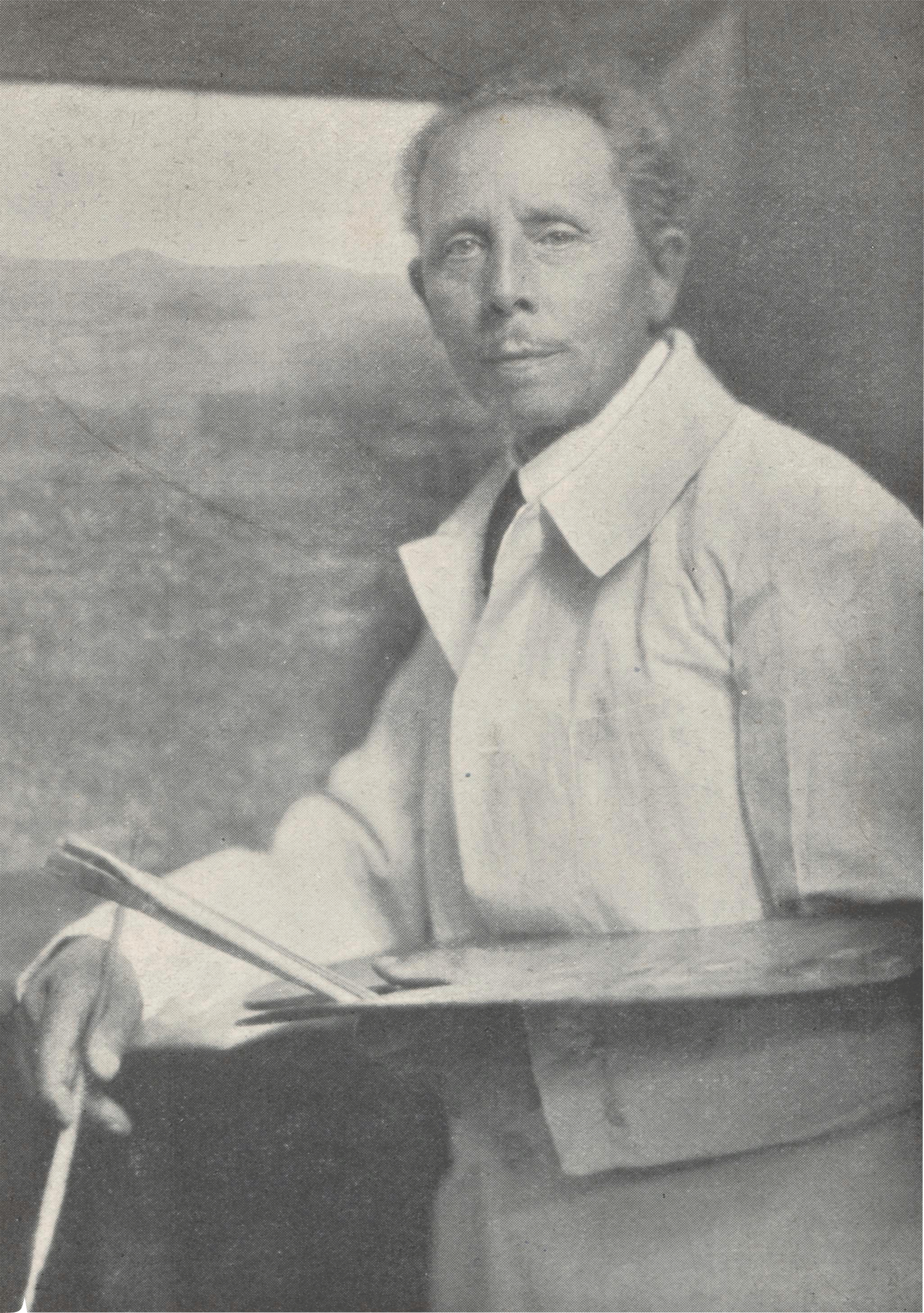
Friedrich Fennel

Friedrich Fennel (* 12. August 1872 in Wehlheiden; † 15. Februar 1926 Kassel) war ein deutscher Landschaftsmaler und Lithograf. Seine Werke entstanden im impressionistischen Stil.

## Leben

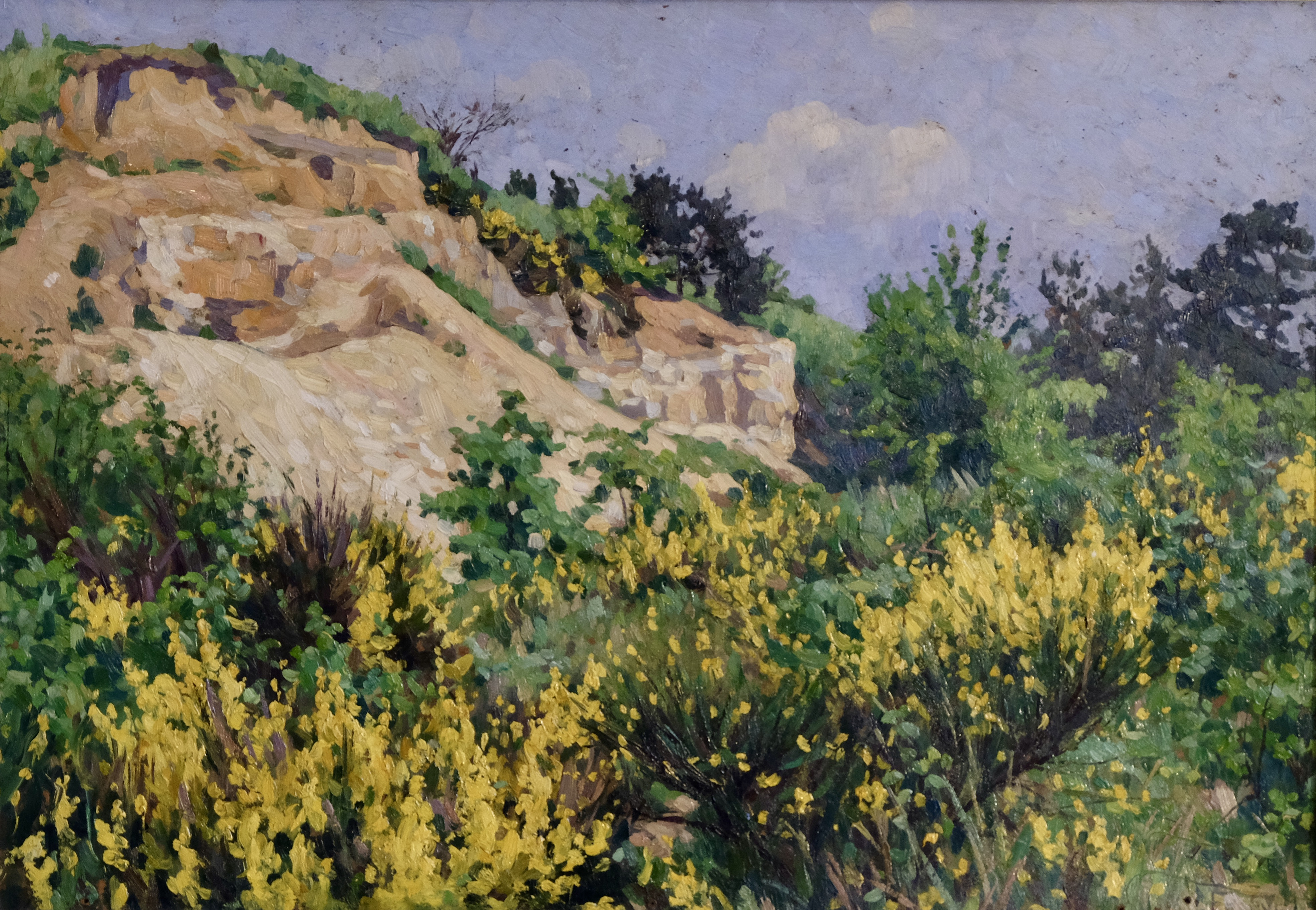
Friedrich Fennel: Felsen mit Ginster. Öl auf Malpappe, um 1920/25

Fennel ging ab 1886 beim Glasmaler Ely in Kassel in die Lehre, dessen Mitarbeiter er anschließend wurde. Er studierte zwischen 1892 und 1898 an der Kasseler Kunstakademie. Dort war er ein Schüler von Georg Koch, Louis Kolitz und Carl Wünnenberg. Nach einem halbjährigen Aufenthalt 1903 in Italien, der ihn nach Venedig, Florenz und zum Gardasee führte, arbeitete er für ein Jahr in Paris an der Académie Julian und bei J. Paul Laurent, wo er sich der modernen Freilichtmalerei zuwandte. Ab 1904 wurde er in Kassel ansässig. Hier lernte er den Maler Carl Bantzer kennen, zu dem er dann einen freundschaftlichen Kontakt pflegte. Er war Mitglied des Vorstandes des Kasseler Kunstvereins und später Mitglied im Kurhessischen Künstlerbund. Ab Februar 1915 kam Fennel als Kriegsmaler im Ersten Weltkrieg nach Frankreich und später nach Russland. Ab 1918 hielt er sich wiederholt in der Willingshäuser Malerkolonie auf. Dort gehörte er zum Kreis der Künstler um Carl Bantzer. Er gehörte zu den Gründungsmitgliedern der Malergruppe 1923. 
1926 starb Fennel an einer Grippeinfektion. Sein Grab befindet sich auf dem Friedhof in Wehlheiden und ist ein Ehrengrab der Stadt Kassel.

## Künstlerisches Werk
Er schuf zahlreiche Zeichnungen, Grafiken und Bilder mit Öl oder Aquarell. Seine Bildmotive sind Landschaftsbilder sowie Bauwerke aus Nordhessen insbesondere auch Kassel. Später wandte er sich der Akt- und Porträtmalerei zu. Dabei malte er im impressionistischen Stil.

## Ausstellungen (Auswahl)
- Berlin, Große Kunstausstellung (1906, 1907, 1910, 1912)
- Kassel (1913)
- Düsseldorf (1902, 1913)
- Hannover (1912)
- München, Glaspalast (1906, 08, 1912, 1914)
- Friedrich Fennel: Gedächtnis-Ausstellung, Kunstverein zu Kassel (1926, 1952)
- Einzelausstellung Friedrich Fennel, Stadtmuseum und Palais Bellevue in Kassel, Kurator Harald Kimpel (1989)

## Ehrungen

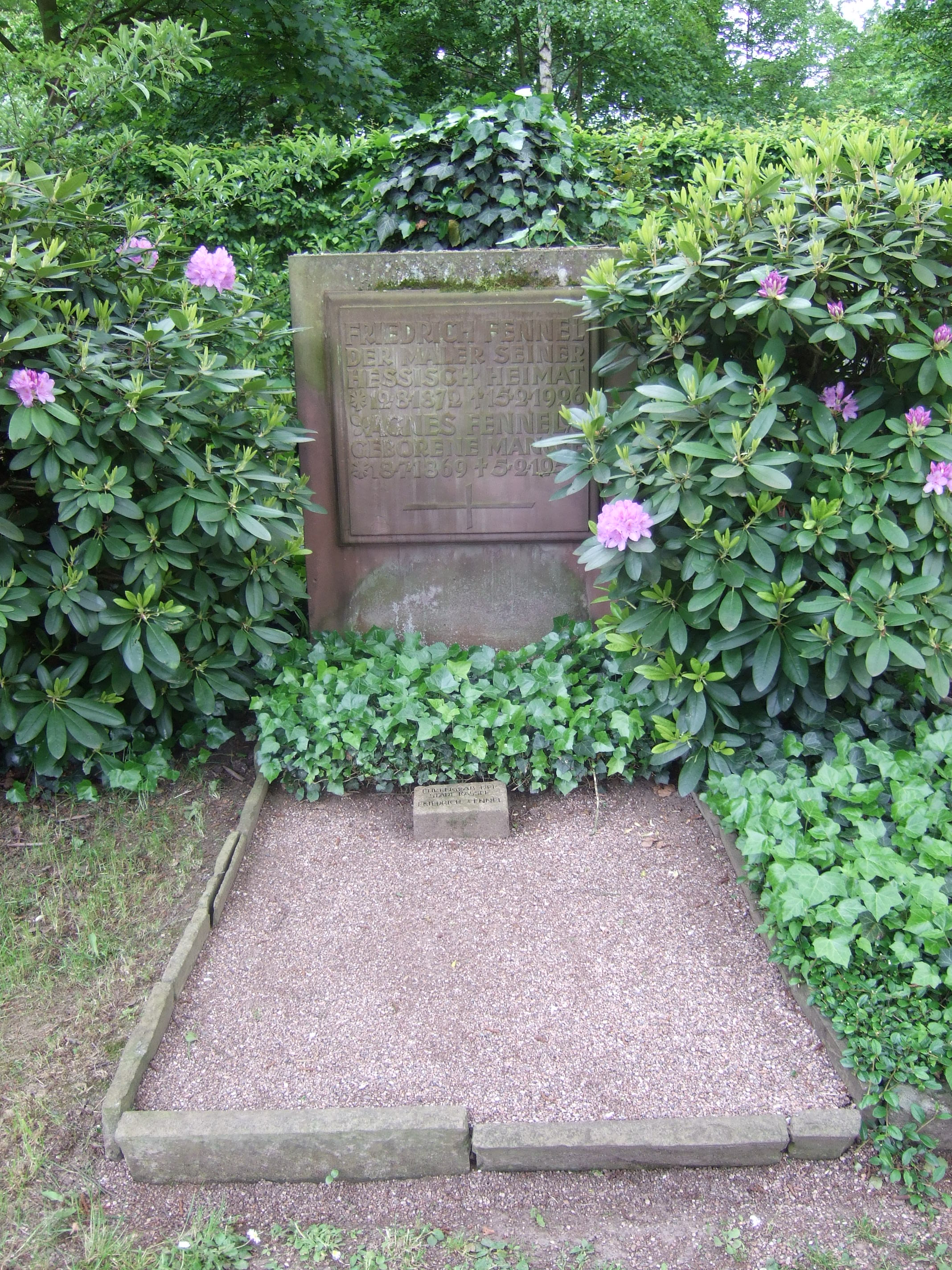
Ehrengrab von Friedrich Fennel auf dem Friedhof in Wehlheiden

- Die Friedrich-Fennel-Straße in Kassel
- Ehrengrab der Stadt Kassel